# Трезор, Мариус
Мариу́с Трезо́р (фр. Marius Trésor; 15 января 1950, Сент-Анн, Гваделупа) — французский футболист, защитник. Выступал за сборную Франции.

## Биография
В 1976 году в составе «Олимпика» Трезор выиграл кубок Франции, а в 1984 году в составе «Бордо» стал чемпионом Франции.
- В 1975 году был серебряным призёром чемпионата франции в составе «Олимпика».
- В 1981 и 1983 годах был бронзовым призёром чемпионата франции в составе «Бордо».

В составе сборной Франции Трезор принимал участие на двух чемпионатах мира 1978 и 1982 года.
- На чемпионате мира 1978 года сыграл 3 игры, общей сложностью 290 минут.
- На чемпионате мира 1982 года сыграл 7 игр, общей сложностью 660 минут, забил 1 гол.

Участвовал в полуфинальном матче Франция — ФРГ на чемпионате мира 1982 года и забил гол с разворота после подачи штрафного, после которого Франция повела 2:1. Всего за сборную Мариус провёл 65 матчей и забил 4 мяча.
- Лучший футболист Франции 1972 года.
- В марте 2004 года Трезор был назван Пеле как один из 125 лучших ныне живущих футболистов мира.
- Имеет прозвище «Чёрная жемчужина».